# アンダルシーア社会労働党
アンダルシーア社会労働党（スペイン語: Partido Socialista Obrero Español de Andalucía、PSOE-A）はスペイン社会労働党（PSOE-A）のアンダルシーア自治州における連合組織・支部政党で、以前の名称はFederación Socialista Andaluza（アンダルシーア社会主義者連盟、FSA）であった。創設は1977年で、創設以来すべての自治州議会選挙で勝利を収めていたが、2012年3月に行われた自治州議会選挙で初めて第一党の座をアンダルシーア国民党に明け渡した。しかし、アンダルシーア統一左翼と連立し、政権の座にはとどまった。青年組織はアンダルシア社会主義青年団。

## 歴史

### 創設
アンダルシーア社会労働党は1977年12月に創設された。トーレモリーノスでアンダルシーア社会主義者連盟（Federación Socialista Andaluza、FSA-PSOE）の結党大会が挙行され、執行部（地方調整委員会）が設立された。1978年に前述のFSAにアンダルシーア人民社会党（Partido Socialista Popular de Andalucía）とアンダルシーア社会主義運動（Movimiento Socialista de Andalucía）が統合した。1979年12月にはセビージャでFSA-PSOE第2回党大会が開かれ、Partido Socialista Obrero Español de Andalucía（アンダルシーア社会労働党）という呼称がはじめて使用された。
何人かの歴史家はアンダルシーアでの社会主義の萌芽の一つをカディス県の自治体アルカラ・デ・ロス・ガスーレスでの農業労働者連合（Unión de Trabajadores del Campo）の設立を目的とした運動に見ている。その中にはアナキズム思想とその後の社会主義者の諸団体の組織の共生がみられる。また、別の歴史家たちは、マラガとリナーレスでの社会主義団体が最初のものであるとする。それが1888年の8月23日のPSOEの第1回党大会へとつながるという。リナーレスの団体は1887年に創設され、そこにはPSOE創設者のパブロ・イグレシアスの姿も見られた。

### 最初の議席
1899年PSOEがコルドバの自治体選挙で議席を獲得し、社会主義者の諸団体にとって初の政治の場での代表であった。これはこの地でのPSOE創設6年後のことであり、その1892年にはアンダルシーアでの社会主義の歴史の中でのもう一つの画期的な出来事である、マラガでの労働総同盟第3回大会が開かれたのであった。
20世紀最初の数年間にアンダルシーアでの社会主義の運動は徐々に広がりを見せ始め、その動きは10年代には確固としたものになっていった。コルドバ県とハエン県において特に顕著で、1919年の選挙において両県で社会主義勢力が得た得票およそ55,000票の半数をPSOEが得たのであった。1920年にはハエンで最初の社会主義者の首長が誕生した。そして同年にはアンダルシーアの200の自治体において60の議員がすでに誕生していたのである。11年後の1931年には社会主義自治体議員数は600を数えた。1932年の総選挙では、PSOEはアンダルシーアの8県で40議席を獲得した。

### 内戦と亡命
1936年7月18日の反乱軍のクーデターによる内戦の勃発によって、PSOEはアルメリーア、ハエン、マラガ、グラナーダなどの共和国側支配地域にとどまったが、1939年反乱軍の勝利によってフランコ主義体制が構築されると、社会主義は非合法化された。しかしながら反体制の動きは水面下においては絶えることはなく、50年代、60年代にはストライキも起きた。